# 恋文 (村下孝蔵のアルバム)
『恋文』（こいぶみ）は、村下孝蔵が1988年にリリースした8枚目のオリジナル・アルバム。

## 解説
シングル「風のたより」を収録。
1996年にCD選書として、再リリースされている。

## 収録曲
- 全曲作詞・作曲：村下孝蔵
- 編曲：水谷公生

### SIDE 1
1. 寒椿
1980年代の村下孝蔵作品としては唯一の、全曲打ち込みによる楽曲である。
2. 愛情
3. ネコ
「風のたより」のB面曲。
4. 弟
5. かず君へ

### SIDE 2
1. 風のたより
2. 交差点
3. 西陽のあたる部屋
4. 大地
5. 恋文―上海から